# Holomelina testata
Holomelina testata là một loài bướm đêm thuộc phân họ Arctiinae, họ Erebidae.